# Seiji Kawakami
Seiji Kawakami (japanisch 川上 盛司 Kawakami Seiji; * 20. Juni 1995 in der Präfektur Tochigi) ist ein japanischer Fußballspieler.

## Karriere
Kawakami erlernte das Fußballspielen in der Jugendmannschaft von Kashima Antlers und der Universitätsmannschaft der Sendai-Universität. Seinen ersten Vertrag unterschrieb er 2017 bei Fukushima United FC. Der Verein spielte in der dritthöchsten Liga des Landes, der J3 League. Für den Verein absolvierte er zwei Ligaspiele. 2018 wechselte er zum Tochigi SC. 2018 wurde er an den Drittligisten Fujieda MYFC ausgeliehen. Für den Verein absolvierte er 16 Ligaspiele. 2019 wurde er an den Drittligisten SC Sagamihara ausgeliehen.  Für den Verein absolvierte er 31 Ligaspiele. 2020 wechselte er nach Australien zum Wollongong United FC.